# Hughes XF-11
Hughes XF-11 je bilo prototipno vojaško izvidniško (vohunsko) letalo, ki ga je izdelal ameriški milijonar Howard Hughes za Kopensko vojsko ZDA. V celoti kovinsko letalo je imelo trikolesno podvozje, dva motorja, dvojni trup in enojna krila, pritrjena visoko, ter pilotsko kabino pod tlakom. V splošnem je bilo podobno letalu Lockheed P-38 Lightning, ki se je proslavilo med 2. svetovno vojno. XF-11 je imel sicer večji razpon kril in precej višje razmerje med razponom kril in srednjim presekom kril.
V XF-11 so vgradili dva 28-valjna zračno hlajena zvezdasta motorja Pratt & Whitney R-4360 z dvema kontrarotirajočima propelerjema s štirimi listi podjetja Hamilton-Standard.
Letalo naj bi bilo zelo hitro in naj bi imelo velik dolet. Vojska je izvorno naročila 100 letal za fotografsko izvidništvo. Naročilo so proti koncu vojne prekinili, tako da je Hughes ostal z dvema prototipoma.
Prvi prototip (44-70155) se je 7. julija 1946 na svojem prvem poletu uničil. Puščanje olja je povzročilo, da se je pokvaril nadzor propelerja desnega motorja. Poleg tega se je drugi propeler začel vrteti v nasprotno smer, tako da je letalo začelo močno kolebati v desno stran in ga je bilo skoraj nemogoče nadzirati. Hughes, ki je sam pilotiral letalo, se je odločil, da bo zasilno pristal na golfišču v bližni Beverly Hillsa v Los Angelesu. Slabih 300 m pred ciljem je letalo nenadoma izgubilo višino in udarilo v tri hiše. Pri tem so skoraj umrli trije ljudje, tretja hiša je bila zaradi požara popolnoma uničena in Hughes se je skoraj ubil. Hughes pri poletu sploh ni upošteval strogih predpisov Vojnega letalstva ZDA za preskusne polete. Namesto 6000 galon goriva je, na primer, imel le 1200 galon, letel je z uvlečenimi kolesi in tudi trajanje leta je podaljšal za slabo uro.
Drugi prototip (44-70156) je poletel 5. aprila 1947, ko si je Hughes opomogel od hudih poškodb. Nasprotno vrteča propelerja sta se pokazala za nezanesljiva, tako da so v drugi prototip vgradili običajna propelerja. Preskusni polet je potekal mirno in letalo se je pokazalo kot stabilno in nadzorljivo pri velikih hitrostih. Pri manjših hitrostih je bilo manj stabilno. Tako Vojno letalstvo ni hotelo zapravljati denarja zanj, saj je podobno letalo Boeing B-50 Superfortress že bilo na razpolago, z enakimi sposobnostmi in mnogo cenejše.

## Zanimivosti
V kasnejšem času so to letalo poimenovali turbopropelerski SR-71, saj je predstavljalo višek tehnologije na tem področju letalstva. Čeprav letalo ni nikoli prišlo v uporabo Vojnega letalstva, je s svojo izredno čisto obliko in nizkim vlečnim obrisom, ter dolgimi, ravnimi krili navdihnil konstrukcijo letala Lockheed U-2, izdelanega desetletje kasneje.

## Opis letala

### Splošne lastnosti
- Posadka: 2 (pilot in navigator/fotograf)
- Dolžina: 19,94 m
- Razpon kril: 30,89 m
- Višina: 7,06 m
- Površina kril: 91,4 m²
- Teža praznega letala: 16.864 kg
- Teža opremljenega letala:
- MTOW: 26.672 kg
- Motor: dva 28 cilindrska zvezdasta motorja Pratt & Whitney R-4360-31 s 3.000 KM (2.238 kW) vsak
- Pospešna sila: kN

### Zmogljivost
- Največja hitrost: 720 km/h
- Dolet: 8000 km
- Operativna višina: 13.415 m
- Hitrost vzpona: m/min
- Obremenitev kril: kg/m²
- Pospešek/Teža: kW/kg